# Аули
А́ули (латыш. Auļi; устар. мыза Ауле) — населенный пункт (латыш. mazciems) в Дзербенской волости Вецпиебалгского края Латвии. Расположен в южной части волости в 2,7 км от волостного центра, Дзербене, в 21,6 км от краевого центра Вецпиебалги и 109,7 км от Риги.
Населенный пункт расположен недалеко от автомагистрали V299 (Рауна—Таурене—Абрупе), на берегах речки Аульупите.